# シン・キスク
シン=キスク(Sin Kiske)は、2D対戦型格闘ゲームGUILTY GEARシリーズに登場する架空の人物。声優は宮崎一成。

## 概要
- ソル・バッドガイと行動を共にする賞金稼ぎの青年。礼節を弁えた物言いや付き合いが苦手である他、楽観的で自信過剰、物事を振り返らないデリカシーに欠けた天真爛漫な性格をしており、子供扱いされることを嫌う。ソルとは師弟関係・擬似的な親子関係になっており、彼を「オヤジ」と呼び慕っている（父親であるカイへは「父さん」と呼称している）。
- イリュリア連王国の「連王」に就任した人間のカイ・キスクとハーフギア「木陰の君」ことディズィーとの間に生まれたクォーターギア。ディズィー同様、ギアの血を引く故に普通の人間より成長が早く、5歳で既に成人となっている。迫害の対象にされる恐れからソルに引き取られていた。
- ディズィーとは違い精神面・知識面で幼さが目立つ上、実年齢と精神的な幼さ、早々と親元を離れたこと、ソルのサバイバルに偏っていた大雑把な教育の影響により、英語の発音がおぼつかなく、識字・読解能力が低い。公式で「アホの子」認定されており、あまりにも物事を理解していないのを見てカイからも「これは拙い」と危惧されている一方、物事の核心を知らず知らずの内に自然と突く事が多い。
  - ソル曰く、Xrdの時点ではまだ割り算を教えていないと言及しており、ソルと対戦し敗北すると彼から掛け算の九九の七の段を覚える約束をしている。また、教育が偏った面については、ディズィーが「宿題」と称して勉強させるなどの改善が試みられている。
  - ディズィー（およびカイ）は息子への性教育を受けさせていなかったため、性に関する知識が欠如している。『STRIVE』にて、過去にディズィー（とカイ）から「『子供の作り方』の説明を受けていた」と話したが、その内容は余りにも現実離れしたもので、その話で眼帯を付けていた梅喧の仇討ちを「自身の子供の仇討ち」だと勘違いしていたこともあり、その場にいた仲間達を唖然とさせた[1]。
- 父であるカイに対しては、父が王の務めを優先にし、自身と触れ合うなどの対応をして来なかったため、父のことを呼び捨てで呼称するほど辛辣な態度を取るようになり、国ごと嫌悪感を示していたが、ソルを介する形で紆余曲折ながらも和解に到っている。
  - 『ヴァステッジ』では、シン・キスクと姓を名乗れるほどには心を許している。
- 右目を眼帯で隠しているが見えない訳ではない。
- 『Xrd』において、アーケード版では稼働当初はソルと共に行動するNPCであったが、2014年12月4日に発売されたコンシューマ版では対戦型格闘ゲームのジャンルで初のプレイアブルキャラクターとなる。ただし特定の条件を満たなければ使用出来ない隠しキャラクター扱い（有料DLCで購入すればすぐに解禁可能）。またアーケード版でもVer.1.10へのアップデートによりプレイアブルキャラクターとして選択可能となった[2]。
- ソルの教育方針で普段はただの水しか飲んだ事が無く、特別な事があると砂糖水を飲むことが出来ていたため、砂糖水が好物になっている。だが、ソルがそういった教育方針でシンを育てたことを始め、躾の度を越えた虐待を行なっていた事実が明らかとなったことから、それを知ったカイは驚きとショックのあまり絶句に等しい反応を示しており、同時にソルに対して（表に出さないものの）憤慨していた。
- 旗を用いた棍術（もしくは棒術）で戦う。旗で戦う理由は、「アグレッシブな突き技が出来て、スタイリッシュなフォルムを持ってて、スカイハイに目立つ武器が欲しい」とソルに要求した直後、「旗でも振ってろ」と回答されたため。なお、開発上の理由もあり、シンは当初から棍術を使うキャラとして設定してあったのだが、棒だけだとモデリング時に線の細いキャラになってしまったため、これを補うために旗をつけ、前述の設定へと変更した。

## ストーリー
GUILTY GEAR Xrd -SIGN-（ストーリーモード）
一連の騒動の元凶であるラムレザルがソル達によって捕縛され、カイ達の間で彼女とどう接するか話し合いがあった中で、シンが彼女と一緒に過ごすと名乗り出た。そして、ラムレザルの妹であるエルフェルトと共にラムレザルと接する日々を送り、彼女に感情をもたらす変化を与えた。
『XrdR』ではゆりかご事件の現場へラムレザルと共に向かうが、"慈悲なき啓示"の策略によってラムレザルが犠牲となり、途方に暮れる。

## ゲーム中での性能
特徴（Xrd）
旗を利用した戦法はリーチが長い技が多いため、中距離戦において真価を発揮する。
必殺技は全般的に高火力など非常に優秀なものが揃っているほか、必殺技のモーションを更に必殺技の追加入力でキャンセルしつつ攻撃をつなげることが出来るため、これらを駆使したコンボは相手の体力ゲージを大きく奪い取るほど強力のほか、守りを固めたり相手のガードを崩すのも得意。
弱点は、一部を除いた必殺技を使用するごとに専用ゲージ「カロリーゲージ」を消費するため、これが０になった状態で必殺技を出すと空腹状態となり大きなスキが発生してしまうこと。これを防ぐには必殺技「育ち盛りだからな。」を使用して減少したカロリーゲージを回復する必要があるが硬直も大きいため、ロマンキャンセルの併用や相手が受け身不能のダウンが確定するときに使用するなど、割り込みを受けない工夫が求められる。

## 技の解説

### 必殺技
ホークベイカー [Xrd]
シンの周囲に雷を縫った衝撃波を発生させる。
ビークドライバー [Xrd]
旗を思いきり前方に突く技。リーチおよび出の速さに秀でており、連続技の締め技としても優秀なシンの主力技。ボタンを押し続けるタメ攻撃も可能で、威力が増加する。
がむしゃらに突いてみた [Xrd]
「ビークドライバー」から更に旗で連続して突く技。派生専用技。『Rev2』ではボタン連打するごとに比例してカロリーゲージの消費量が大きくなる欠点が追加された。
ブルバッシュ [Xrd]
旗を力強く振り下ろす。発生はきわめて大振りな一方、前方への攻撃範囲が非常に広い。
エルクハント [Xrd]
低姿勢のスライディング技。打点の高い技を回避しつつ攻撃を行えるため奇襲にも使いやすい。
跳び上がり [Xrd]
棒高跳びの要領で前方へジャンプする。主に必殺技の隙をフォローするのに用いられる。カロリーゲージを消費しない数少ない技。
育ち盛りだからな。 [Xrd]
その場で懐にしまっていた串焼きの料理を食べ、カロリーゲージを一定量まで回復する。
ヴァルチャーシーズ [Xrd] （空中専用）
空中で旗を振り上げる。シンの足元を大きくカバーするほどの攻撃範囲を持つ。
空中ビークドライバー [Xrd] （空中専用）
「ビークドライバー」の空中版。地上版とは異なり、タメ攻撃不可。

### 覚醒必殺技
R・T・L [Xrd] （空中可）
赤黒い電撃を纏って突進する技。発動中は任意の方向へレバーを押しつつHSボタンを入力することで、最大2回まで突進可能。カロリーゲージは消費しない。
ヴォルテックデイン [Xrd] （空中可）
相手に向けて弾速の遅い電撃を纏ったエネルギー弾を発射する。空中で発動した場合は斜め下方向へエネルギー弾を放つ。

### 一撃必殺技
ライディーン [Xrd]
旗の振り上げがヒットすると赤黒い電撃を纏いつつ、旗を構えて相手に向けて特攻する演出へ移行し、密着したまま相手ごと地平線まで押し飛び大爆発を引き起こす。シン自身の全力を解放する技だが、加減する制御が利きにくいらしく、直撃の前に相手に耐えるよう発言する。

## サーヴァント
サーヴァントはイリュリア王属の騎士たちで、騎士・天使などを想起させるデザインが多い。
ソードマン
下級サーヴァント。近接タイプ。
ガンドレッドドライ
下級サーヴァント。装甲タイプ。斧使いの巨漢。
スプリングボック
下級サーヴァント。機動タイプ。槍使い。
ツイントリガー
下級サーヴァント。射撃タイプ。弓使いの女戦士。
ワイズマン
下級サーヴァント。法力タイプ。老魔術師。
コンヴィクトハンマー
上級サーヴァント。装甲タイプ。
ヘヴンズリラ
上級サーヴァント。法力タイプ。
クワドロベイリフ
上級サーヴァント。射撃タイプ。
ハミングバード
シン専用ミニオン。機動タイプ。鳥のような姿をしている。

## テーマミュージック
- Just do it [GGXrd]
- Communication [GGXrd 対カイ]
- The Hourglass [GGST]

## その他
- デザインのモチーフは海賊。
- 武器は旗の形をした棍。開発上の理由では「ただの棍だとシルエットが細すぎる」為。物語上では、シンがソルに自分の持つ武器について相談したところ、ソルがシンの様々な希望を憂慮した結果「旗でも振ってろ」ということになった。